# بوتاد
بوتاد (به انگلیسی: Botad) یک منطقهٔ مسکونی در هند است که در Botad Taluka واقع شده‌است. بوتاد ۱۳۰٬۳۰۲ نفر جمعیت دارد و ۷۰ متر بالاتر از سطح دریا واقع شده‌است.